# The Seahorses
I Seahorses sono stati una band alternative rock britannica attiva dal 1996 al 1999.
Fondato dall'ex chitarrista degli Stone Roses John Squire, il gruppo pubblicò un album Do It Yourself (1997) e iniziò a lavorare ad un secondo disco, prima di sciogliersi a causa di divergenze artistiche nel gennaio 1999.

## Storia
Nel 1996 John Squire, dopo aver terminato la propria attività con gli Stone Roses, reclutò il bassista Stuart Fletcher, che vide all'opera per caso in un locale di York con la cover band The Blueflies, per i quali Fletcher suonava come sostituto del bassista originario, che aveva dato forfeit all'ultimo momento. Poi tenne provini con due cantanti, Sean O'Brien, già cantante della band di Warrington The Steamboat Band, e Chris Helme, che fu scelto per il ruolo. Helme era anche un compositore e scrisse il pezzo Blinded by the Sun, che per l'album dei Seahorses fu completamente riarrangiato da Squire.
Nell'estate del 1996 Squire affittò un cottage a Coniston, in  Cumbria, per comporre e provare insieme a Helme e Fletcher. Furono provati vari batteristi, finché non si decise di ingaggiare Andy Watts, che in precedenza si era esibito con Fletcher e conosceva Helme. Squire intendeva reclutare un batterista che, come Reni, sapesse fare anche le seconde voci.
Alcune settimane dopo l'arrivo di Watts, la band si esibì a Buckley, Greenock e Lancaster, poi si recò a North Hollywood per registrare con Tony Visconti, già produttore di David Bowie e T. Rex.
L'album di debutto, Do It Yourself, uscì nel maggio 1997 per l'etichetta Geffen Records. Uno dei brani, Love Me and Leave Me, fu scritto in collaborazione con Liam Gallagher degli Oasis, con cui la band andò in tour nel 1997.
Poco prima dell'uscita del singolo Love Me and Leave Me il batterista Andy Watts si defilò. In seguito avrebbe dichiarato di essere stato indotto a farlo dal manager della band, Steve Atherton, che aveva caldeggiato il suo abbandono a nome della band, che non approvava gli eccessi di cui si era reso protagonista nel tour.
Watts fu sostituito temporaneamente da Mal Scott, che andò in tour con la band per tutto il 1997.
I Seahorses fecero da supporter ai tour dei Rolling Stones, degli U2 e degli Oasis.
Nel 1998, con il nuovo batterista Mark Heaney, la band iniziò a lavorare ad un secondo album e fece sentire svariati brani inediti in concerti a festival e locali in giro per la Gran Bretagna.
La band entrò negli Olympic Studios con il produttore David Bottrill nel gennaio 1999 per registrare il disco, che aveva come titoli provvisori Minus Blue e Motocade, ma Squire e Helme ebbero delle divergenze. Squire si dichiarò sempre più insoddisfatto del materiale prodotto da Helme e lasciò lo studio di registrazione per non farvi più ritorno. Helme, dal canto suo, disse nel 2001 che le canzoni cui la band lavorava erano "tutti brani non ultimati realizzati da John" e che "i miei brani venivano sistematicamente ignorati".

## Discografia

### Album
- Do It Yourself (26 maggio 1997)

### Singoli
- Love is the Law (aprile 1997) – UK No. 3
- Blinded by the Sun (luglio 1997) – UK No. 7
- Love Me and Leave Me (settembre 1997) – UK No. 16
- You Can Talk to Me (dicembre 1997) – UK No. 15